# باكو شابارو
باكو شابارو (بالإسبانية: Francisco Chaparro Jara)‏ هو لاعب كرة قدم ومدرب كرة قدم إسباني في مركز الهجوم، ولد في 30 نوفمبر 1942 في إشبيلية في إسبانيا. لعب مع ريال بيتيس وريكرياتيفو.